# Paratower
Een paratower is een pretparkattractie, waarbij een aantal gondels waar bezoekers in kunnen zitten of staan omhoog getrokken wordt, waarna deze weer naar beneden gebracht wordt door middel van kabels en katrollen. De meeste gondels van paratowers bestaan uit zitplaatsen met daaraan een parachute. Meestal wordt dan ook wel gesproken over een parachutetower. Indien de paratower onder een bepaalde hoogte komt, wordt ook wel van een mini-paratower gesproken.

## Afbeeldingen

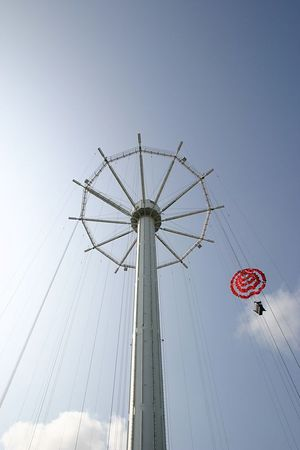
Great Gasp in Six Flags Over Georgia
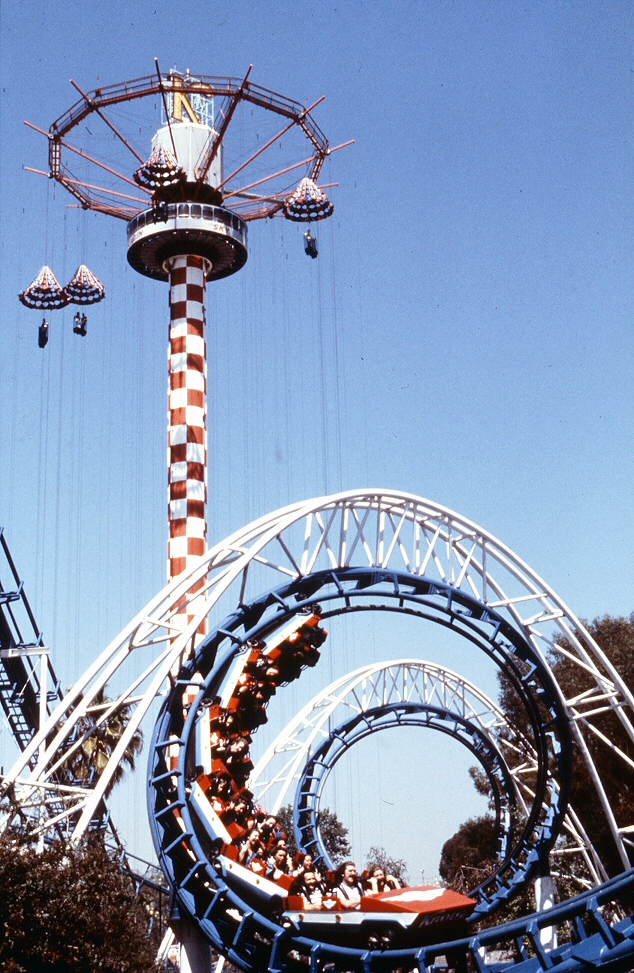
Sky Jump in Knott's Berry Farm
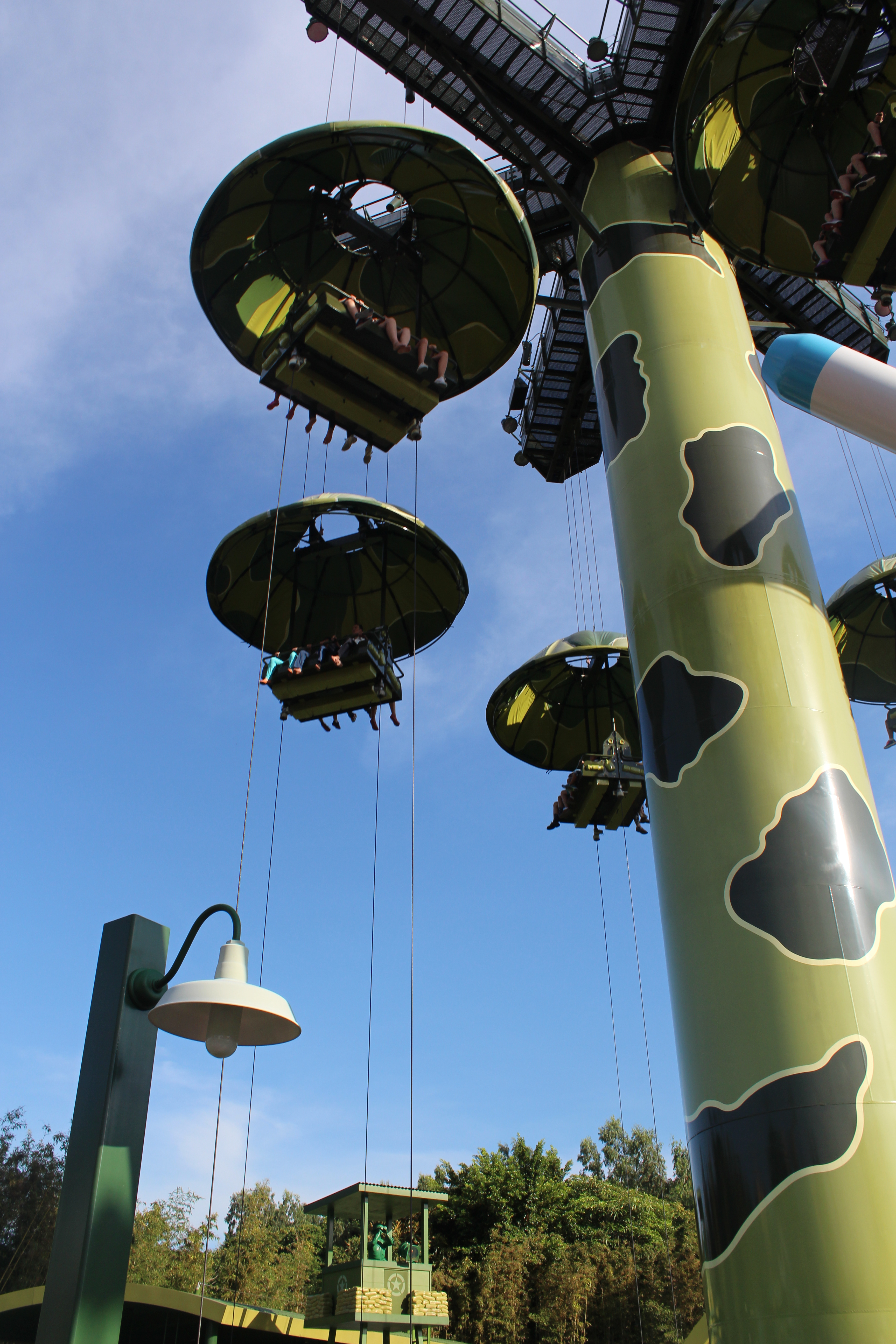
Toy Soldiers Parachute Drop in Hong Kong Disneyland